# العلاقات الغابونية القرغيزستانية
العلاقات الغابونية القيرغيزستانية هي العلاقات الثنائية التي تجمع بين الغابون وقيرغيزستان.

## مقارنة بين البلدين
هذه مقارنة عامة ومرجعية للدولتين:
| وجه المقارنة                                              | الغابون                        | قيرغيزستان                      |
| --------------------------------------------------------- | ------------------------------ | ------------------------------- |
| المساحة (كم2)                                             | 267.67 ألف                     | 199.95 ألف                      |
| عدد السكان (نسمة)                                         | 2.03 مليون                     | 6.20 مليون                      |
| الكثافة السكانية (ن./كم²)                                 | 7.58                           | 31.01                           |
| العاصمة                                                   | ليبرفيل                        | بيشكك                           |
| اللغة الرسمية                                             | لغة فرنسية                     | اللغة الروسية، اللغة القيرغيزية |
| العملة                                                    | فرنك وسط أفريقي                | سوم قيرغيزستاني                 |
| الناتج المحلي الإجمالي (بليون دولار)                      | 14.62 مليار                    | 7.56 مليار                      |
| الناتج المحلي الإجمالي (تعادل القوة الشرائية) بليون دولار | 34.65 مليار                    | 20.45 مليار                     |
| الناتج المحلي الإجمالي الاسمي للفرد دولار أمريكي          | 8.27 ألف                       | 1.10 ألف                        |
| الناتج المحلي الإجمالي للفرد دولار أمريكي                 | 19.43 ألف                      |                                 |
| مؤشر التنمية البشرية                                      | 0.684                          | 0.655                           |
| رمز المكالمات الدولي                                      | +241                           | +996                            |
| رمز الإنترنت                                              | .ga                            | .kg                             |
| المنطقة الزمنية                                           | ت ع م+01:00، توقيت غرب أفريقيا | ت ع م+06:00                     |

## منظمات دولية مشتركة
يشترك البلدان في عضوية مجموعة من المنظمات الدولية، منها:
| علم المنظمة | اسم المنظمة                        | تاريخ انضمام الغابون | تاريخ انضمام قيرغيزستان |
| ----------- | ---------------------------------- | -------------------- | ----------------------- |
|             | يونسكو                             | 16 نوفمبر 1960       | 2 يونيو 1992            |
|             | مؤسسة التمويل الدولية              | 20 أكتوبر 1970       | 11 فبراير 1993          |
|             | منظمة التعاون الإسلامي             | ?                    | ?                       |
|             | منظمة حظر الأسلحة الكيميائية       | ?                    | ?                       |
|             | مؤسسة التنمية الدولية              | 4 نوفمبر 1963        | 24 سبتمبر 1992          |
|             | منظمة التجارة العالمية             | ?                    | ?                       |
|             | وكالة ضمان الاستثمار متعدد الأطراف | 26 مارس 2003         | 21 سبتمبر 1993          |
|             | الاتحاد البريدي العالمي            | ?                    | ?                       |
|             | الاتحاد الدولي للاتصالات           | 28 ديسمبر 1960       | 20 يناير 1994           |
|             | منظمة الشرطة الجنائية الدولية      | ?                    | ?                       |
|             | الأمم المتحدة                      | 20 سبتمبر 1960       | 2 مارس 1992             |
|             | البنك الدولي للإنشاء والتعمير      | 10 سبتمبر 1963       | 18 سبتمبر 1992          |